# Фінал Кубка Іспанії з футболу 1967
Фінал Кубка Іспанії з футболу 1967 — футбольний матч, що відбувся 2 липня 1967 року. У ньому визначився 65-й переможець кубка Іспанії.

## Шлях до фіналу
| Валенсія    | Валенсія  | Валенсія                 | Раунд       | Атлетік           | Атлетік   | Атлетік                  |
| ----------- | --------- | ------------------------ | ----------- | ----------------- | --------- | ------------------------ |
| Суперник    | Результат | Матчі                    |             | Суперник          | Результат | Матчі                    |
| Кадіс       | 8–1       | 2–1 на виїзді; 6–0 вдома | 1/16 фіналу | Рекреатіво        | 4–0       | 3–0 вдома; 1–0 на виїзді |
| Реал Бетіс  | 4–2       | 1–2 на виїзді; 3–0 вдома | 1/8 фіналу  | Лас-Пальмас       | 3–1       | 3–0 вдома; 0–1 на виїзді |
| Реал Мадрид | 3–1       | 2–1 вдома; 1–0 на виїзді | 1/4 фіналу  | Атлетіко (Мадрид) | 3–1       | 2–0 на виїзді; 1–1 вдома |
| Ельче       | 3–2       | 1–2 на виїзді; 2–0 вдома | 1/2 фіналу  | Кордова           | 3–0       | 1–0 на виїзді; 2–0 вдома |

## Подробиці
| 2 липня 1967 |

| Валенсія            | 2:1      | Атлетік (Більбао) |
| ------------------- | -------- | ----------------- |
| Хара 45' Гарсія 55' | Протокол | Аргойтія 63'      |

| Сантьяго Бернабеу, Мадрид Глядачів: 100 000 Арбітр: Хайме Оліва |

|  |  |

| В              |  | Абелардо Гонсалес |
| З              |  | Татоно            |
| З              |  | Мануель Местре    |
| З              |  | Хуан Крус Соль    |
| ПЗ             |  | Роберто Жиль (к)  |
| ПЗ             |  | Пакіто Гарсія     |
| Н              |  | Вісенте Яра       |
| Н              |  | Хосе Кларамунт    |
| Н              |  | Валду             |
| Н              |  | Вісенте Гільйот   |
| Н              |  | Полі              |
| Тренер:        |  |                   |
| Едмундо Суарес |  |                   |

| В               |  | Хосе Анхель Ірібар   |
| З               |  | Хесус Арангурен      |
| З               |  | Луїс Марія Ечеберрія |
| З               |  | Хосе Ору (к)         |
| ПЗ              |  | Хосе Ларраурі        |
| ПЗ              |  | Луїс Марія Сугасага  |
| Н               |  | Хосе Франсіско Рохо  |
| Н               |  | Фідель Уріарте       |
| Н               |  | Антон Арієта         |
| Н               |  | Хосе Аргойтія        |
| Н               |  | Іньякі Саес          |
| Тренер:         |  |                      |
| Августин Гаїнса |  |                      |